# Parque Mineiro da Cova dos Mouros
O Parque Mineiro da Cova dos Mouros é um parque temático e um sítio arqueológico, situado junto à aldeia de Vaqueiros, no Município de Alcoutim, em Portugal.

## Descrição
O Parque Mineiro está situado nas antigas dependências da Mina da Cova dos Mouros, junto à Ribeira da Foupana. Inclui um percurso temático que explicava a evolução dos processos de mineração e metalurgia, desde o período Calcolítico até aos princípios do século XX, através de reconstituições de habitações e utensílios. O parque também serve como reserva para várias espécies animais, como avestruzes, burros e perdizes.
A mina em si, conhecida como o sítio arqueológico da Cova da Moura ou Herculano, estava situada nas encostas de um barranco. Está situada perto de Alcoutim, que foi um antigo porto de embarque, e do povoado de Santa Justa, habitado no período calcolítico. Serviu para a exploração de ouro, pirites e cobre.

Carta Arqueológica do Algarve, publicada em 1878 por Estácio da Veiga, e onde se faz referência à mina antiga da Cova dos Mouros.

## História
A mina das Ferrarias ou da Cova dos Mouros insere-se na Faixa Piritosa Ibérica, uma vasta região no Sul da Península Ibérica rica em cobre, ferro e manganês, o que incentivou a sua exploração ao longo de vários períodos da história, desde a antiguidade até à época moderna. Tal como sucedeu com outros pólos mineiros no Sul de Portugal e de Espanha, começou a ser explorada ainda durante o período calcolítico, continuou a funcionar durante o  domínio romano e conheceu um ressurgimento durante o século XIX. Nos finais do século estava arrendada ao Visconde de Carregoso e a António Pereira de Magalhães. Em 5 de Dezembro de 1875, o periódico Correio do Meio-Dia noticiou que o direito de descobridor da Mina da Cova dos Mouros tinha sido vendido por João José Viegas Teixeira à sociedade da mesma firma em 25 de Novembro, pelo valor de 50$000 Réis.
Nos finais da década de 1990, o Instituto Geológico e Mineiro iniciou um programa para a valorização do património mineiro e geológico associado à Faixa Piritosa Ibérica, incluindo o seu aproveitamento turístico. No âmbito deste programa, o Instituto apoiou em 1999 a instalação do Parque Mineiro Cova dos Mouros na antiga mina das Ferrarias. O Parque inseriu-se numa rede de centros museológicos em antigas instalações mineiras, nas regiões portuguesas do Algarve e do Alentejo, e na comunidade espanhola da Andaluzia. Apesar das suas reduzidas dimensões, em comparações com os outros núcleos mineiros na região, como os de Aljustrel ou de São Domingos, o Parque da Cova dos Mouros apresentou uma elevada importância devido à sua localização, que permitiu a ligação da rede de museus mineiros ao grande mercado turístico do Algarvio. Por outro lado, as obras de valorização da Cova dos Mouros permitiram ganhar valiosa experiência neste tipo de intervenções, que foi depois aplicada noutros pólos museológicos da faixa piritosa em Portugal.
Em 2004, o Parque Mineiro recebeu a medalha de prata de mérito da Região de Turismo do Algarve, por dedicação à actividade turística. Em 2013, o Núcleo do Algarve da Liga para a Protecção da Natureza organizou uma caminhada na zona da aldeia de Vaqueiros, passando junto ao Parque Mineiro da Cova dos Mouros.